# Сиднейский метрополитен
Сидне́йский метрополите́н (англ. Sydney Metro) — автоматизированная система скоростного внеуличного транспорта в Сиднее, Австралия. Станции обозначаются бирюзовой литерой «M». Первый метрополитен на континенте. Первые 13 станций открылись 26 мая 2019 года. Эксплуатацией занимается сиднейское агентство метро, входящее в Transport for NSW — ведомство при правительстве Нового Южного Уэльса, которому принадлежит система бесконтактной оплаты проезда Opal, которая также была внедрена и в метрополитене. На всех станциях установлены платформенные раздвижные двери.
В состав первой очереди вошла линия Sydney Metro North West с 13 станциями и 36 км путей, связавшая пригороды Роуз-Хилл и Чатсвуд. В 2024 году линия была продлена ещё на 8 станций и уже проходила под центральным деловым районом Сиднея и гаванью. 
К 2032 году планируется 4 линии метро, включающие 46 станций и 113 км новых путей.

## Линии
| Цвет линии | Название линии                                             | Конечные пункты                       | Описание линии | Запуск линии |
| ---------- | ---------------------------------------------------------- | ------------------------------------- | --- | --- |
|            | North West & Bankstown Line Линия Северо-запад и Бэнкстаун | Sydenham Сиденхам Tallawong Таллавонг | Линия начинается от Таллавонга на северном берегу и идет до Сиденхам на юго-западе города через центральный деловой район Сиднея и Сиднейскую Гавань. В 2025 году линию продлят от Сиденхама до Бэнкстауна | Первые 13 станций открылись 26 мая 2019 года. Следующие 8 станций открылись 19 августа 2024 года. Последние 10 станций ожидаются в 2025 году |

В данный момент действует одна линия «M1 North West & Bankstown Line», поезда которой курсируют от станции Таллавонг до станции Сиденхам. В 2025 году будет открыто 10 новых станций. 
Открытие линии «Western Sydney Airport» запланировано на 2026 год. Включает 6 новых станций. Проходит через терминал нового Западного Аэропорта Сиднея. 
Открытие линии «Sydney Metro West» запланировано на 2032 год. Включает 10 новых станций. Проходит через Олимпийский Парк и Парраматту. 

## Подвижной состав

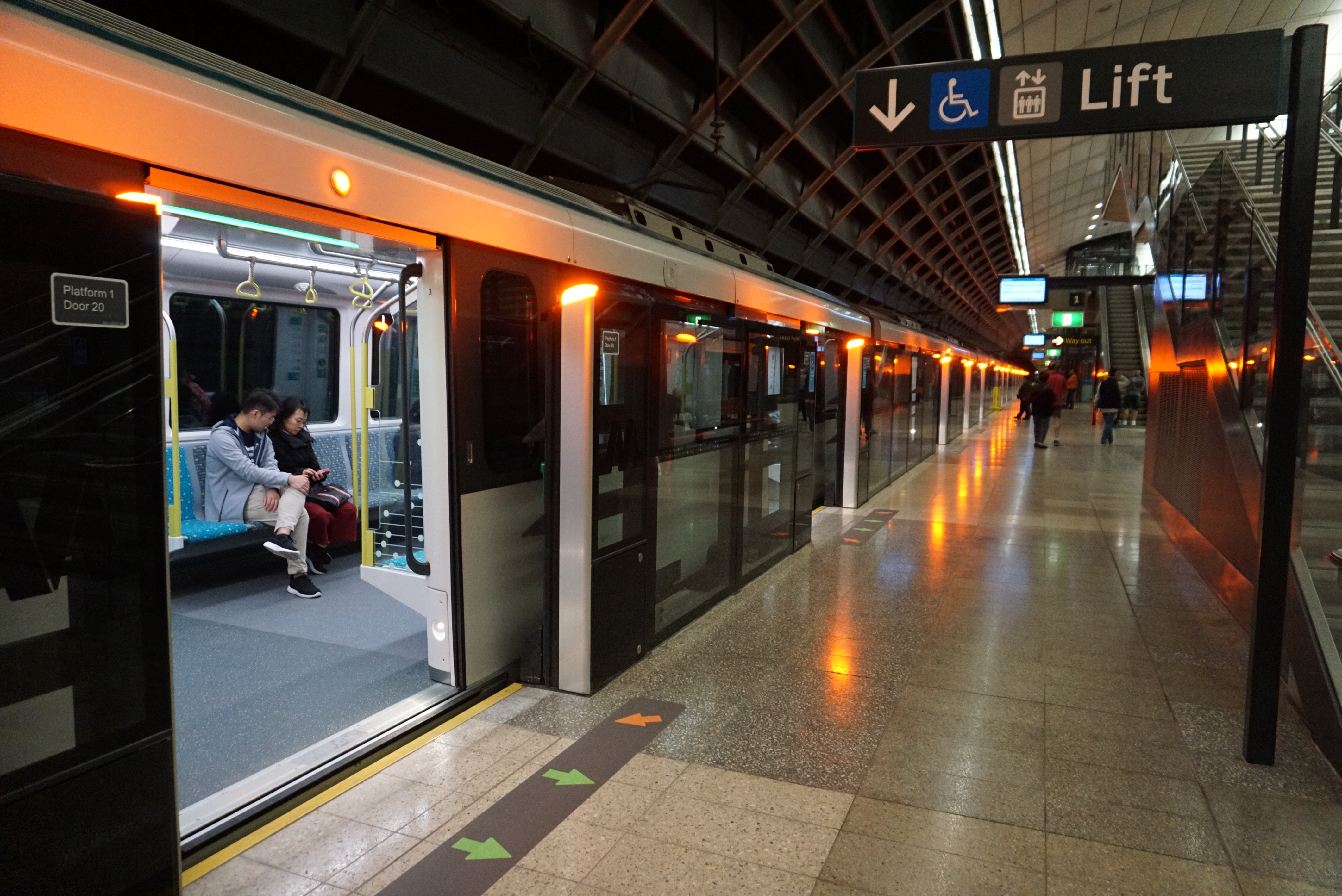
Поезд на станции «Маккуори-Парк»

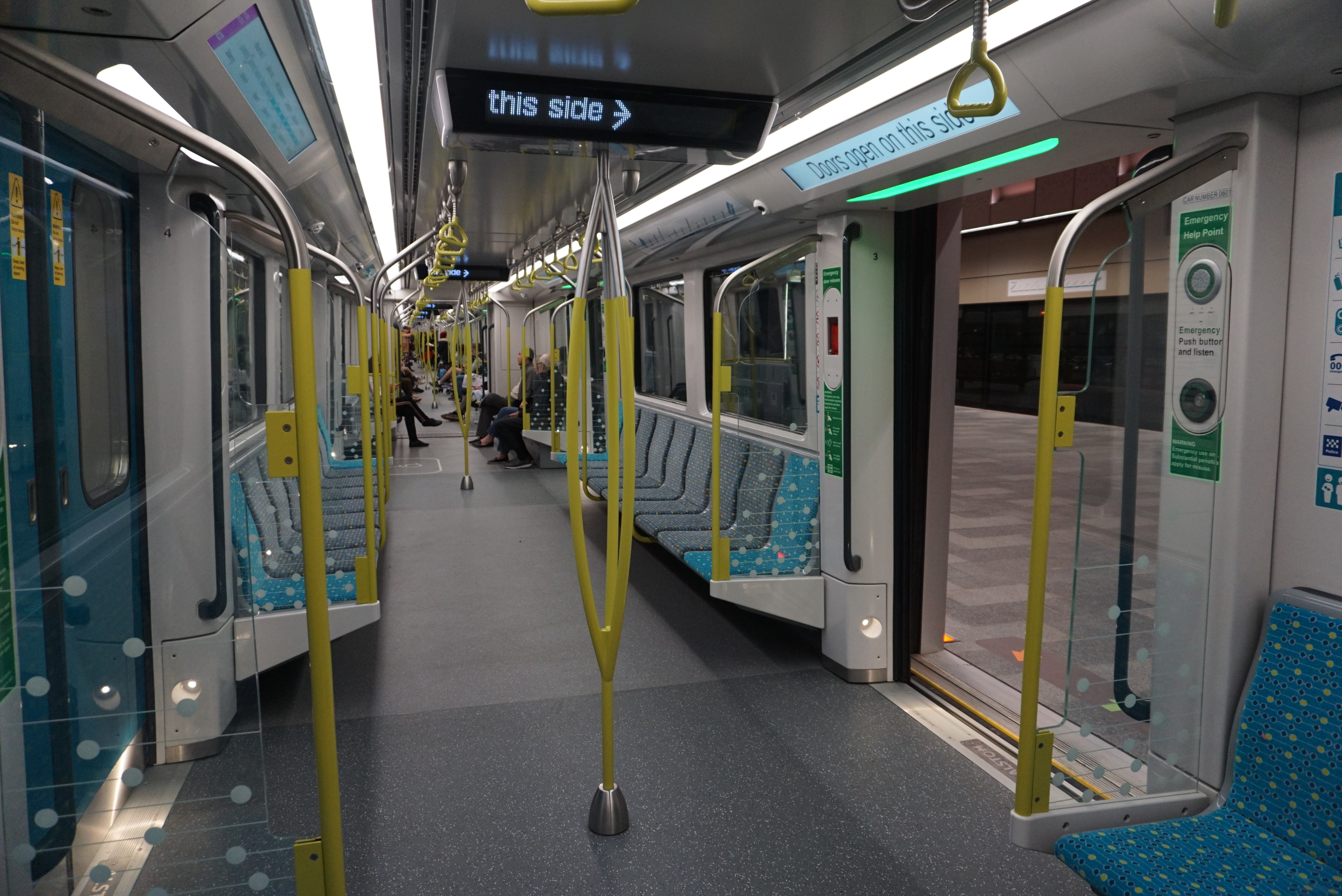
Интерьер поезда сиднейского метро

Для перевозки пассажиров на линии метро «M1 North West & Bankstown Line» используются 22 шестивагонных поезда Alstom Metropolis. В каждом вагоне имеется по три пары дверей с каждой стороны. В шестивагонной конфигурации каждый поезд имеет 378 сидячих мест, а его общая вместимость составляет 1100 человек.
Ещё до изготовления подвижного состава для одной из выставок была построена демонстрационная модель головного вагона в натуральную величину. В ходе выставки публике предоставлялся свободный доступ в вагон для ознакомления. Длина этой модели составляла 75 % от окончательного дизайна вагона: в ней было две пары дверей вместо трёх.
Сборка поездов осуществлялась на фабрике Alstom в Индии. Первый шестивагонный поезд для Сиднейского метрополитена был доставлен в Роуз-Хилл 26 сентября 2017 года. В последующие месяцы он проходил испытания.
В феврале 2018 года начались динамические испытания первых составов. Также проходили испытания рельсового полотна, систем информирования пассажиров, освещения и автоматического открывания дверей.
Подвижными составами для линии метро «Western Sydney Airport» станут Siemens Inspiro. Эти поезда разработала Siemens для полностью автоматизированных линий метро.

## Планы
К 2032 году планируется 4 линии метро, включающих 46 станций и 113 км новых путей.
«Western Sydney Airport» представляет собой новую 23-километровую железнодорожная линию которая соединит систему общественного транспорта Сиднея с новым Западным аэропортом Сиднея. Линия начинается от железнодорожной станции Сант Мерис, проходит через терминал аэропорта и бизнес-парк аэропорта, и заканчивается на станции Брэдфилд. Открытие нового аэропорта и линии метро запланировано на 2026. Линия будет включать в себя 6 новых станций.

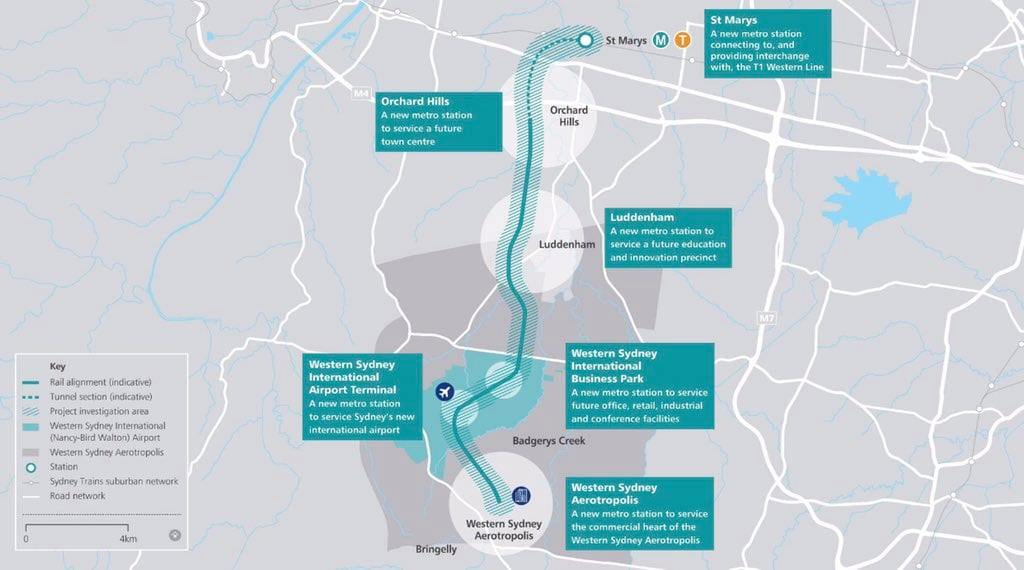
Планируемая линия метро «Western Sydney Airport»

«Sydney Metro West» представляет собой новую 24-километровую подземную железную дорогу между Парраматтой и центральным деловым районом Сиднея, преобразив Сидней для будущих поколений. Линия начинается на новой станции Хантер-стрит в центральном деловом районе Сиднея, проходит через Пирмонт, Олимпийский парк Сиднея, Парраматту, и заканчивается на станции Вестмед. Открытие линии запланировано на 2032. Линия будет включать в себя 10 новых станций.

## Предыдущий проект
Первый проект был официально предложен 23 октября 2008 года. Планировалось, что метрополитен Сиднея будет обслуживать «CBD Growth Centre». Система должна была состоять из одной линии длиной 9 км с конечными пунктами в пригородах Сиднея Розуэлл и Пирмонт.
В перспективе планировалось продолжить линию метрополитена от станции Розуэлл до железнодорожной станции Эппинг, частично по трассе проектируемого метрополитена North West Metro, и продлить линию от станции Central до железнодорожной станции Парраматта.

### Критика
Проектируемая система критиковалась главами RailCorp и the NSW Property Council, так как единственная линия использовала бы весьма необходимый транспортный коридор, предназначенный для линии проектируемой системы «Redfern — Chatswood Rail Link», проходящий через Центральный деловой район Сиднея.